# Sivasspor
Sivasspor je turecký sportovní klub z města Sivas, v němž nejvýznamnějším je fotbalový oddíl, který od roku 2005 hraje nejvyšší tureckou fotbalovou soutěž. Založen byl roku 1967, a to sloučením tří klubů: Yolsporu, Kızılırmaku a Sivas Gençlik. Hřištěm klubu je stadion 4 Eylül Stadyumu s kapacitou 14 998 diváků.
V květnu 2013 se stal hlavním trenérem Sivassporu bývalý vynikající brazilský fotbalista Roberto Carlos, který podepsal smlouvu na jeden rok s možností opce.

## Výsledky v evropských pohárech
V sezóně 2008/09 skončil v turecké lize na 2. místě a zúčastnil se tudíž v následujícím ročníku Ligy mistrů – v 3. předkole vypadl s belgickým Anderlechtem Brusel, načež přešel do Evropské ligy, kde ve 4. předkole ztroskotal na ukrajinském Śachtaru Doněck.

## Hráči
K 23. srpnu 2022

| Číslo |                   | Pozice | Hráč               |
| ----- | ----------------- | ------ | ------------------ |
| 2     | Turecko           | O      | Murat Paluli       |
| 3     | Turecko           | O      | Uğur Çiftçi        |
| 4     | Gabon             | O      | Aaron Appindangoyé |
| 5     | Ghana             | Z      | Isaac Cofie        |
| 6     | Řecko             | O      | Dimitrios Goutas   |
| 7     | Pobřeží slonoviny | Ú      | Max Gradel         |
| 8     | Německo           | Z      | Robin Yalçın       |
| 9     | Mali              | Ú      | Mustapha Yatabaré  |
| 10    | Kamerun           | Ú      | Clinton N'Jie      |
| 14    | Mali              | O      | Samba Camara       |
| 17    | Německo           | Z      | Erdoğan Yeşilyurt  |

| Číslo |                   | Pozice | Hráč                 |
| ----- | ----------------- | ------ | -------------------- |
| 18    | Turecko           | B      | Emre Satılmış        |
| 19    | Polsko            | Ú      | Karol Angielski      |
| 23    | Norsko            | Z      | Fredrik Ulvestad     |
| 25    | Turecko           | B      | Muammer Yıldırım     |
| 28    | Pobřeží slonoviny | Z      | Kader Keïta          |
| 35    | Turecko           | B      | Ali Şaşal Vural      |
| 37    | Turecko           | Z      | Hakan Arslan         |
| 58    | Turecko           | O      | Ziya Erdal (kapitán) |
| 62    | Turecko           | O      | Özkan Yiğiter        |
| 88    | Turecko           | O      | Caner Osmanpaşa      |
| 90    | Nigérie           | Ú      | Leke James           |

### Čeští fotbalisté v klubu
Seznam českých hráčů, kteří působili v klubu Sivasspor:
- Roman Bednář [5]
- Milan Černý [5]
- Jakub Navrátil [5]
- Tomáš Rada
- Jan Rajnoch [5]

Mimo českých hráčů zde působil i slovenský brankář Štefan Senecký.